# Ряхово (Владимирская область)
Ряхово — село в Камешковском районе Владимирской области России, входит в состав Сергеихинского муниципального образования.

## География
Село расположено в 3 км на восток от центра поселения деревни Сергеиха и в 16 км на северо-запад от райцентра Камешково.

## История

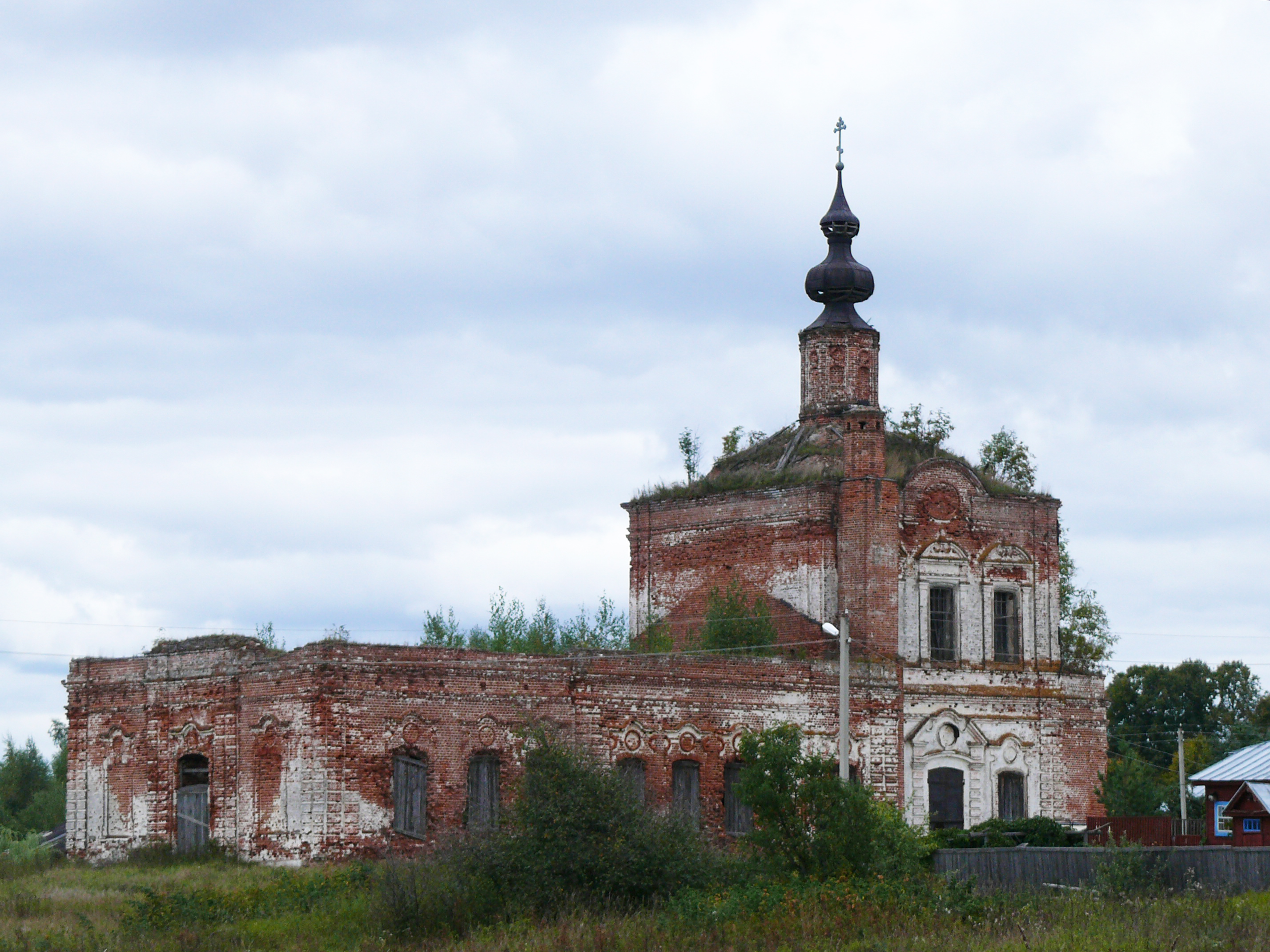
Церковь Параскевы Пятницы. 2013 год

До 1861 года Ряхово было деревней в приходе Веретевского погоста. Как деревня Ряхово известно еще со времен Ивана Грозного и так же, как и остальные селения Веретевского прихода, являлось вотчиной Суздальского Покровского женского монастыря, а с 1764 года стало экономической казенной деревней. В первой половине XIX века там имелась лишь небольшая каменная часовня. В конце 1850-х годов братья купцы Швецовы, происходившие родом из Ряхова, начали здесь строительство каменной церкви. Холодный храм во имя Святой великомученицы Параскевы был освящен 29 октября 1861 года. Из двух теплых приделов первый, во имя Святой и Живоначальной Троицы, освящен 26 июня 1862 года, а второй - во имя Святого и Чудотворца Николая 20 октября 1864 года. Храм выстроили об одной голове с высокой колокольней, каменной оградой, сторожкой. Церковь в селе Ряхово во все времена ее существования до 1917 года усердно опекалась церковными старостами и благотворителями из рода храмоздателей Швецовых. Происходившие из местных крестьян сыновья Дмитрия Васильевича Швецова, державшего в Ряхове раздаточную контору бумажной пряжи, вышли в купечество. Наиболее активными из них были Вукол, Семен и Иван Дмитриевичи Швецовы. Из них Семен писался Суздальским 1-й гильдии купцом, а Вукол и Иван состояли в ковровском купечестве. Вукол Дмитриевич Швецов состоял гласным Ковровского уездного земского собрания и был инициатором устройства в Ряхове образцового двухклассного училища Министерства народного просвещения, открытого 17 сентября 1878 года в присутствии епископа Муромского Иакова и директора народных училищ Владимирской губернии Ю. С. Чеховича. Для этого учебного заведения Швецовы выстроили поместительный двухэтажный каменный дом. Швецовы же выстроили бумаго-ткацкую фабрику в прилежащей к Ряхову деревне Сергеихе Суздальского уезда, которая после установления советской власти стала именоваться Имени Фрунзе. Ряхово являлось одним из крупнейших населенных пунктов Ковровского уезда, входило в состав Филяндинской волости. С устройством там храма и постройкой поблизости фабрики население села еще более возросло. 
В советское время Пятницкая церковь, стоящая в самом центре Ряхова, оказалась превращенной в руины, а находившиеся в церковной ограде надгробия семьи Швецовых сброшены со своих мест и частично уничтожены. В 1940 году село являлось центром Ряховского сельсовета, в дальнейшем вплоть до 2005 года входило в состав Сергеихинского сельсовета (с 1998 года — сельского округа).

## Население
| 1859 | 1897 | 1905 | 1923 |
| ---- | ---- | ---- | ---- |
| 580  | 858  | 1010 | 1157 |

| 1859 | 1897 | 1905  | 1926  | 2002 | 2010 | 2021 |
| ---- | ---- | ----- | ----- | ---- | ---- | ---- |
| 580  | ↗858 | ↗1010 | ↗1157 | ↘67  | ↘35  | ↗72  |

## Достопримечательности
В селе находится недействующая Церковь Параскевы Пятницы (1861).